# Баргалска епархия
 Тази статия е за историческата и православната епархия.  За титулярната римокатолическа вижте Баргалска епархия (Римокатолическа църква).  
Баргалската епархия (на македонска литературна норма: Баргалска епархија) е историческа епархия на Константинополската патриаршия, днес титулярна епископия на Македонската православна църква – Охридска архиепископия с номинално седалище в македонския град Баргала, Република Македония.
Баргала не се споменава в никоя Notitia Episcopatuum. Известни са имената на двама епископи: Дарданий, който взима участие в Халкидонския събор в 451 година и Ермия, чието име е изписано на капител от руините на базиликата в Баргала.
На 22 юни 2006 година Светият синод на Македонската православна църква избира игумена на Лесновския манастир Иларион за баргалски епископ и на 13 юли 2006 година той е ръкоположен в „Свети Никола“ в Щип. Той запазва титлата до 22 август 2006 година, когато е избран за брегалнишки митрополит.